# India Song
 India Song és una pel·lícula dirigida per Marguerite Duras adaptat de l'obra del mateix nom i estrenada el 1975. Va rebre el premi de l'Association française des cinemas d'art i d'essai. Ha estat doblada al català.
La primera part evoca la vida d'Anne-Casa Stretter a l'Índia, la segona posa en escena la recepció que té lloc a l'Ambaixada de França, i l'última se situa a les illes de la desembocadura del Ganges.
La particularitat de la pel·lícula se situa en la manca de sincronització del que Duras diu «la pel·lícula de les veus» i « la pel·lícula de les imatges». En efecte, els personatges no parlen mai en «el seu synchrone in » (les seves paraules no són acompanyades de cap moviment dels llavis).

## Argument
En l'Índia britànica dels anys 1930, a l'ambaixada de França de Calcutta, unes veus evoquen el record d'una dona avui desapareguda i inhumada al cementiri de la ciutat: Anne-Marie Stretter, abans esposa de l'ambaixador… Un vespre, en una recepció a l'ambaixada i en la malaptesa estival del monsó, el vicecònsol de França a Lahore havia declarat el seu amor a Anne-Marie al bell mig de la recepció...

## Repartiment
- Delphine Seyrig: Anne-Marie Stretter
- Michael Lonsdale: el viceconsul de Lahore
- Claude Mann: Michael Richardson
- Mathieu Carrière: l'ajudant de l'ambaixada austríaca
- Didier Flamand: el jove convidat
- Vernon Dobtcapf: Georges Crawn
- Claude Juan: un convidat
- Satasinh Manila: veu de la mendicant
- Marguerite Duras: una veu intemporal
- Nicole Hiss: una veu intemporal
- Viviane Forrester: una veu intemporal
- Françoise Lebrun: una veu de la recepció
- Benoît Jacquot: una veu de la recepció
- Nicole-Lise Bernheim: una veu de la recepció
- Daniel Dobbels: una veu de la recepció
- Jean-Claude Biette: una veu de la recepció
- Pascal Kané: una veu de la recepció

## Rodatge
La pel·lícula ha estat rodada el 1974. Encara que l'acció es desenvolupi a Calcutta, els exteriors han estat rodats a França, a Boulogne-Billancourt, al castell Rothschild. Els plans a l'interior han estat rodats en un altre lloc, el Castell estava massa deteriorat en aquell temps.

L'actor Michael Lonsdale explica que no estava previst a l'estrena que la pel·lícula fos en veu off: 
| « | El primer dia de rodatge, era l'escena de ball. Marguerite envia la música i ens demana que diguem el nostre text. L'enginyer de so li explica que no és possible, que ha de ser una cosa o l'altra. No en sabia res, de mescles. Llavors diu: "Molt bé, s'enregistra la música i ells callen." I així la pel·lícula va quedar completament amb veu en off! | » |

## Premis i nominacions

### Premis
- 1975: Selecció "fora de competició" al Festival de Cannes 1975
- 1975: Premi de l'Association Française du Cinema d'Art i d'Essai a Canes
- 1975: Grand Prix de l'Académie du Cinema

### Nominacions
- César a la millor actriu per Delphine Seyrig
- César a la millor música original per Carlos d'Alessio
- César al millor so per Michel Vionnet